# Сфероліт
Сфероліти, белоносферити (рос. сферолиты, англ. spherolites, нім. Sphärolithe m pl) — сферичні геологічні утворення діаметром переважно від кількох міліметрів, що мають радіально-волокнисту, радіально-кулясту або концентрично-шкаралупчасту будову.

## Загальний опис
Під терміном «сфероліт» прийнято об'єднувати ряд близьких до сферичної складних мінеральних форм. Зустрічаються в магматичних і осадових гірських породах.
Полікристал з близькою до сферичної морфологією, що складається з латових, ниткових чи ламелярних кристалів, що виходять з одного центра.
Розрізняють сфероліти:
- кріогенні (синонім — центрогенні),
- сітчасті,
- скелетні,
- криптографічні,
- радіальні.

Сферолітова форма росту характерна для таких мінералів: гематит, гетит, тодорокіт, настуран, кальцит, арагоніт, сидерит, халцедон, малахіт, океніт, барит, пренит, пірит, тодорокіт, різні хлорити, лепідоліт, родохрозит та інші.

### Мегасфероліти
Іноді зустрічаються сфероліти, які мають багато сантиметрів і, рідше, діаметр до двох -трьох метрів. Сфероліти діаметром понад 20 сантиметрів називаються мегасферолітами. Поблизу Срібної скелі, штат Колорадо, мегасфероліти діаметром від 0,30 до 4,3 метрів зустрічаються в товстому шарі ріолітового вітрофіру. Мегасфероліти розміром до 0,91 метра зустрічаються в межах експозиції ріолітів на горі Стінс, штат Орегон, а розміри діаметром до 1,83 метра — у туфах поблизу Клондайка, штат Арізона. Найвідоміше поширення мегасферолітів знаходиться у Мексиці — це кам'яні кулі діаметром від 0,61 до 3,35 метрів, знайдені навколо Серро П'єдрас Бола в Сьєрра -де -Амека між Ахуалько -де -Меркадо та Амекою, Халіско.
|                                |                               |                                                         |                                     |                      |                                                      |
| Сфероліти какоксеніту, Іспанія | Сферолітова поверхня гематиту | Сфероліти ріолітового попелу, каньйон Ехо, Аризона, США | Вавелітовий сфероліт, Арканзас, США | Кальцитовий сфероліт | Мікрофотографія шліфу ріоліту сферолітової структури |

## Генезис
Сфероліти можуть мати найрізноманітніший генезис, а сферолітова будова того чи іншого мінералу, ще не вказує на ті чи інші конкретні умови його зростання; так, сфероліти зустрічаються як нарости на стінках відкритих порожнин (поодиноко або у вигляді суцільних сферолітових кірок), так і включеними в масу магматичних або метаморфічних порід, де можуть бути продуктом як кристалізації з розплаву, так і виникати в ході протікання процесів метаморфізму. Багато з так званих «натічних» або «колломорфних» агрегатів, що вважалися раніше продуктами затвердіння згустків мінерального гелю, при більш детальному вивченні їх будови виявляються саме сферолітовими утвореннями з глянцевою або з шорсткою поверхнею росту.